# Kebra Nagast
El Kebra Nagast, Llibre de la glòria dels reis d'Etiòpia, és una crònica pretesament històrica dels reis d'Etiòpia, que remunta la seua genealogia fins a Menelik I, fill del rei Salomó i de la reina de Sabà, i conté tradicions sobre la monarquia etíop.
Escrit en gueez, és considerat pels cristians etíops i el moviment rastafari com la veritable història de l'origen de la dinastia salomònica, així com de la conversió d'Etiòpia al cristianisme. La majoria dels estudiosos opina que és una compilació de l'any 1300 de tradicions molt anteriors.
No sols conté la història de com la reina de Sabà coneix Salomó d'Israel, i sobre com l'Arca de l'Aliança arriba a Etiòpia amb Menelik I, sinó també un relat de la conversió dels etíops, de l'adoració del sol, la lluna, i els estels fins a la veneració del déu hebreu.
A partir de les primeres expedicions portugueses a Etiòpia (s. XV i xvi), el llibre es conegué a Europa, i se'n feren traduccions en les principals llengües europees.

## Contingut
El Kebra Nagast es divideix en 117 capítols, i és una barreja d'altres texts. Edward Ullendorf qualifica el seu estil com "un gran conflicte de cicles llegendaris". El document és un debat entre 318 rectors ortodoxos en el primer concili de Nicea.
Aquests sacerdots plantegen la pregunta en què consisteix la glòria dels reis?, a què respon un pare Gregori amb un discurs (capítols 3-17) que acaba amb la declaració que Moisés feu de la glòria de Déu i guardà a l'Arca de l'Aliança. Després l'arquebisbe Domitius llegeix en un llibre que havia trobat a l'església de Sophia (potser Hagia Sophia), i introdueix la història de Makeda (més coneguda com la reina de Sabà), Salomó i Menelik I, i de com l'arca arriba a Etiòpia (capítols 19-94).
El Kebra Nagast conclou amb la profecia que el poder de Roma serà eclipsat pel d'Etiòpia, i descriu com el rei Caleb d'Aksum sotmeté els jueus de Nagran i feu hereu el menor dels seus fills, Gabra Masqal (capítol 117).

## Origen
Segons el colofó de la majoria de còpies existents, el Kebra Nagast fou escrit en copte i traduït en àrab el 1225 per un equip de clergues etíops en el temps del bisbe Abba Giyorgis. En acabant es traduí en gueez en època del governador Ja'ibika Igzi. Basant-se en aquest colofó, Conti Rossini, Littmann i Cerulli han assenyalat el període dels anys 1314 a 1321-1322 per a la composició del llibre.
Un estudi acurat del text revela traces d'àrab però cap prova clara d'una versió copta anterior. Molts erudits dubten que existís aquesta versió, i creuen que l'original n'era àrab. D'altra banda, les nombroses citacions bíbliques del text no es traduïren de l'àrab, sinó que foren preses directament de la traducció etíop de la Bíblia, i el seu ús i interpretació demostren la influència d'alguns patriarques com Gregori de Nissa.
Hubbard detalla les moltes fonts que el compilador del Kebra Nagast hi emprà. Inclouen no sols els dos testaments (per bé que s'hi fa un major ús de l'Antic que del Nou), sinó proves de fonts rabíniques i apòcrifes, sobretot del Llibre de Enoc i el Llibre dels Jubileus, i traduccions del sirià com el Llibre de la cova dels tresors, i els seus derivats, el Llibre d'Adam i Eva i el Llibre de l'abella.

## Primeres traduccions
Una de les primeres col·leccions de documents etíops arriba amb els escrits de Francisco Álvares, oficial que acompanyava Rodrigo De Lima, ambaixador del rei Manuel I de Portugal davant el negus negusti Dawit II. En els documents relatius a aquesta missió, Álvares inclou la història de l'emperador d'Etiòpia i una descripció en portugués dels hàbits dels etíops, titulat Preste Joan d'Índies, que fou imprés al 1533.
Més informació sobre el Kebra Nagast apareix en la Història d'Etiòpia del jesuïta Manuel de Almeida, que hi fou enviat com a missioner i tingué l'oportunitat d'estudiar el Kebra Nagast pel seu excel·lent coneixement de la llengua. El seu manuscrit és un treball valuós.
Al s. XVI, P. N. Godinho publica algunes històries sobre el rei Salomó i el seu fill Menelik, procedents del Kebra Nagast. Més dades sobre el contingut les dona Baltasar Téllez (1595-1675), l'autor d'Història general d'Etiòpia Alta (Coïmbra, 1660). Les fonts del seu treball eren les Històries de Manuel Almeida, Alfonso Méndez i Jerónimo Lobo.

## Estudis moderns

El Lleó de Judà, símbol etíop

A finals del segle xviii, quan publica James Bruce els seus recorreguts a la recerca de les fonts del Nil, arriba als erudits i teòlegs europeus més informació sobre el contingut del Kebra Nagast.
Quan Bruce abandona Gondar, Ras Mikael Sehul, el regent de l'emperador Tekle Haymanot li dona alguns valuosos manuscrits, entre ells una còpia del Kebra Nagast. Quan publica la tercera edició de Viatges a la recerca de les fonts del Nil hi inclou una descripció del manuscrit original, que més tard lliura a la biblioteca Bodleian de la Universitat d'Oxford.
Tot i que August Dillmann preparà un resum del contingut del Kebra Nagast i en publicà el colofó, no fou disponible cap part substancial de la narració fins que F. Praetorius en publicà els capítols 19 a 32 en una versió en llatí. 35 anys després, el 1905, l'orientalista alemany Carl Bezold en publicà el text complet acompanyat d'uns comentaris.
Hui dia el Kebra Nagast està publicat en anglés en dues edicions, la de G. Hausman (1997) i la de M. F. Brooks (1995); en francés hi ha una publicació del Dr. S. Mahler, i en italià es troba en una edició del 2007, traduïda pel Dr. Lorenzo Mazzoni, escriptor i estudiós d'història i filosofia rastafari. Les primeres publicacions relatives al Kebra Nagast a la península Ibèrica daten del s. XVI i són dues edicions incompletes de pocs capítols, traduïts probablement del portugués i publicades a Toledo (1528) i Barcelona (1547).
En un estudi del 2018 s'indica que la història del Kebra és fonamentalment africana, llegida més enllà de passatges confusos, caràcters duplicats o sentits ambigus de personatges i situacions del text, el Kebra explica una història sobre com la gràcia de Déu resideix en el regne d'Etiòpia, en un procés de trasllat o duplicació de la terra promesa.